# Corpus Christi (film)
A Corpus Christi (lengyelül: Boże Ciało) 2019-ben bemutatott lengyel filmdráma, melyet Mateusz Pacewicz forgatókönyéből Jan Komasa rendezett.
Világpremierje a 76. Velencei Nemzetközi Filmfesztiválon volt, majd a 2019-es Torontói Nemzetközi Filmfesztiválon is bemutatták. A Velencei Filmfesztiválon két díjat is megnyert. A 92. Oscar-gálán jelölést is kapott, de díjat végül nem nyert.
A film egy lengyel fiatal történetét meséli el, aki a büntetés-végrehajtásból szabadulva szeretne pap lenni, végül pedig egy falu káplánja lesz.

## Történet
Daniel egy gyilkosság elkövetőjeként javítóintézetben van, ahol a börtönlelkésznek köszönhetően egyre közelebb kerül a hithez, de bűnös múltja meggátolja, hogy beteljesítse álmát, azaz hogy pap legyen, ha kiszabadul. Egy kis faluban lévő fűrészmalomban kap munkát, ám a helyi templomot látogatva papnak adja ki magát. A plébános a Daniellel történő találkozás alkalmával teljesen elhiszi a hazugságot és ráhagyja a templom ügyeit, amíg ő alkohol problémái miatt rehabilitációra vonul vissza. Daniel minden papsággal összefüggő feladatot elkezd ellátni és kimondottan élvezi is.
A híveknek tetszenek az új módszerei, sőt még az is, amikor burkoltan ugyan, de elismeri a gyilkosságot, ám ezek az érzések megváltoznak, amikor elkezd érdeklődni egy autóbaleset iránt, ami merőben megváltoztatta a helyi közösséget. Egyre több időt kezd ezzel tölteni, és azzal, hogy kiderítse valóban baleset volt-e, de a polgármester szerint ez már nem kérdés többé. A legnagyobb viszályt az okozza, hogy a vétkes sofőrt el lehet-e temetni a város temetőjébe a vétlen elhunytakkal. Daniel rájön, hogy a vétkes sofőr hamvai még hónapokkal később sem kerültek elhelyezésre sehova sem, és az elhunyt özvegye számos gyűlölködő, fenyegető leveleket kap(ott). Daniel és új barátja, Marta szembesítik a falusiakat a levelekkel és úgy döntenek, hogy a temetés meg lesz tartva a helyi temetőben. Martat ezt követően anyja kitagadja és megkéri Danielt, hogy had maradhasson vele ideiglenesen. Amíg ott van, a két fiatal szerelmes lesz egymásba.
A temetés során a falusiak nagy része részt vesz utálatai félredobva, majd a szertartás végén megérkezik a börtönlelkész, aki információt kapott arról, hogy a falu papja egy szélhámos. Közli Daniellel, hogy azonnal csomagoljon, de ő kiszökik az ablakon, hogy bemutathassa a gyászmisét. A gyászmise közben letépi magáról a miseruhát és a pólóját, megmutatva tetoválásait, majd elhagyja a templomot. A javítóintézetbe visszakerülve Daniel szembe kerül annak az embernek a bátyjával, akit korábban megölt. A párharcot végül megnyeri, majd emelt fővel távozik a helyszínről.

## Szereplők
- Bartosz Bielenia - Daniel
- Aleksandra Konieczna - Lidia
- Eliza Rycembel - Marta
- Leszek Lichota - Polgármester
- Łukasz Simlat - Tomasz atya, a börtönlelkész
- Tomasz Ziętek - Pinczer
- Barbara Kurzaj - Özvegy
- Zdzisław Wardejn - Wojciech atya

## Díjak és jelölések
A 92. Oscar-gálán jelölést kapott a legjobb idegennyelvű film kategóriában. 11 díjat nyert a Lengyel Filmakadémiától többek között a legjobb film, legjobb rendező, legjobb forgatókönyv, legjobb színész díjakat. A Gdyniai filmfesztiválon is nyert 10 díjat. A film az El Gouna Filmfesztiválon ezüst csillagot kapott, Bartosz Bielenia pedig megkapta a legjobb alakításért járó díjat. A luxemburgi CinEast rendezvényen megkapta a zsűri különdíját és a kritikusok nagydíját. Bartosz Bielenia a Chicagoi és a Stockholmi filmfesztiválokon is díjat kapott alakításáért.